# 佐々木直吉
佐々木 直吉（ささき なおきち/なおよし、1913年（大正2年）5月20日 - 1941年（昭和16年）12月8日）は、日本の海軍軍人。真珠湾攻撃において「甲標的」（特殊潜航艇）搭乗員として戦死した九軍神の一人。二階級特進により最終階級は海軍特務少尉。

## 人物・来歴
島根県出身。出産前からの心臓病で直吉の出産4日目に死亡、7歳で父を失っている。酒屋、農業、石見焼製造を営む叔父夫婦に育てられ、小学校高等科を卒業。金物商や材木商に見習いとして勤めたが、短期間で帰郷。海軍を志望し、2度目の受験で合格。1932年（昭和7年）呉海兵団に入団した。
駆逐艦「薄雲」、「蔦」、「磯波」乗組の艦隊勤務のほか、潜水学校、水雷学校高等科を修了している。戦技優等賞を2度受賞した優秀な下士官であった。

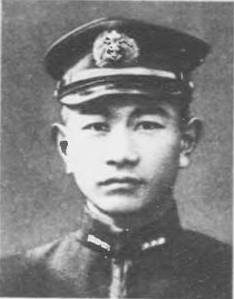
艇長
岩佐直治中佐

「特殊潜航艇」（以下「特潜」）搭乗員に選抜され、下士官搭乗員の最先任者であった佐々木は、訓練中士官搭乗員の最先任者である岩佐直治大尉の補佐役的存在であった。1941年（昭和16年）10月13日、「特潜」の真珠湾攻撃参加が正式決定され、佐々木は岩佐艇の艇附として特別攻撃隊員に選抜された。
軍神として発表された当時、他の搭乗員らと同様、独身とされていたが、牛島秀彦の調査によれば、郷里近郊の農家の娘と見合い結婚をしていたという。
1941年（昭和16年）12月7日午前1時16分（以下現地時間）、真珠湾の湾口171度、9海里の地点から艇長・岩佐大尉とともに「伊二二潜水艦」から出撃した。
午前7時59分、佐々木・岩佐艇は真珠湾港内で停泊している水上機母艦「カーチス」や工作艦に向かっているところを発見された。複数の米艦から砲撃や爆雷攻撃を受ける中魚雷を発射したが命中せず、司令塔への命中弾を受け撃沈された。佐々木・岩佐艇は真珠湾港内まで潜入し、雷撃を行った唯一の「特潜」と推測されており、真珠湾攻撃数日後に米海軍が引き上げた「特潜」艇内から海軍大尉の階級章が発見されている。この階級章は戦後に、ただ一人の大尉であった岩佐の遺族に返還された。
なお佐々木、岩佐の「特潜」搭乗員2名は米海軍によって埋葬されたとする説があるが、墓は未発見である。